# Maciste all'inferno (film 1962)
Maciste all'inferno è un film peplum del 1962 diretto da Riccardo Freda.

## Trama
Nel XVII secolo in Scozia una donna di nome Martha Gunt viene accusata di stregoneria e viene condannata al rogo, in punto di morte la strega lancia una maledizione su tutto il villaggio e in particolare sul giudice Parris che l'ha condannata.
Un secolo dopo nello stesso villaggio arriva per la luna di miele una ragazza che porta anch'ella il nome Martha Gunt; a causa di una serie di fatti strani che accadono, tutto il villaggio crede che questa nuova Martha Gunt sia anch'ella una strega, viene deciso di sottoporla ad un processo e viene ingiustamente condannata al rogo.
Maciste passa in quei luoghi e decide di intervenire, capisce che i fatti insoliti sono dovuti all'influenza della vecchia strega morta un secolo prima, quindi scende negli Inferi per metterla a tacere per sempre.

## Produzione
Le scene degli Inferi furono girate all'interno delle Grotte di Castellana (in provincia di Bari). Da rilevare che questo è il primo film a colori girato in Puglia, regione che all'epoca vantava già tre pellicole mute e dieci sonore, ma girate tutte in bianco e nero.
Freda riutilizzò alcune sequenze tratte da altri film: Maciste nella Valle dei Re; Maciste nella terra dei ciclopi; Maciste alla corte del Gran Khan, con il curioso effetto di fornire a Maciste il volto di diversi attori.